# Brest Bretagne HB

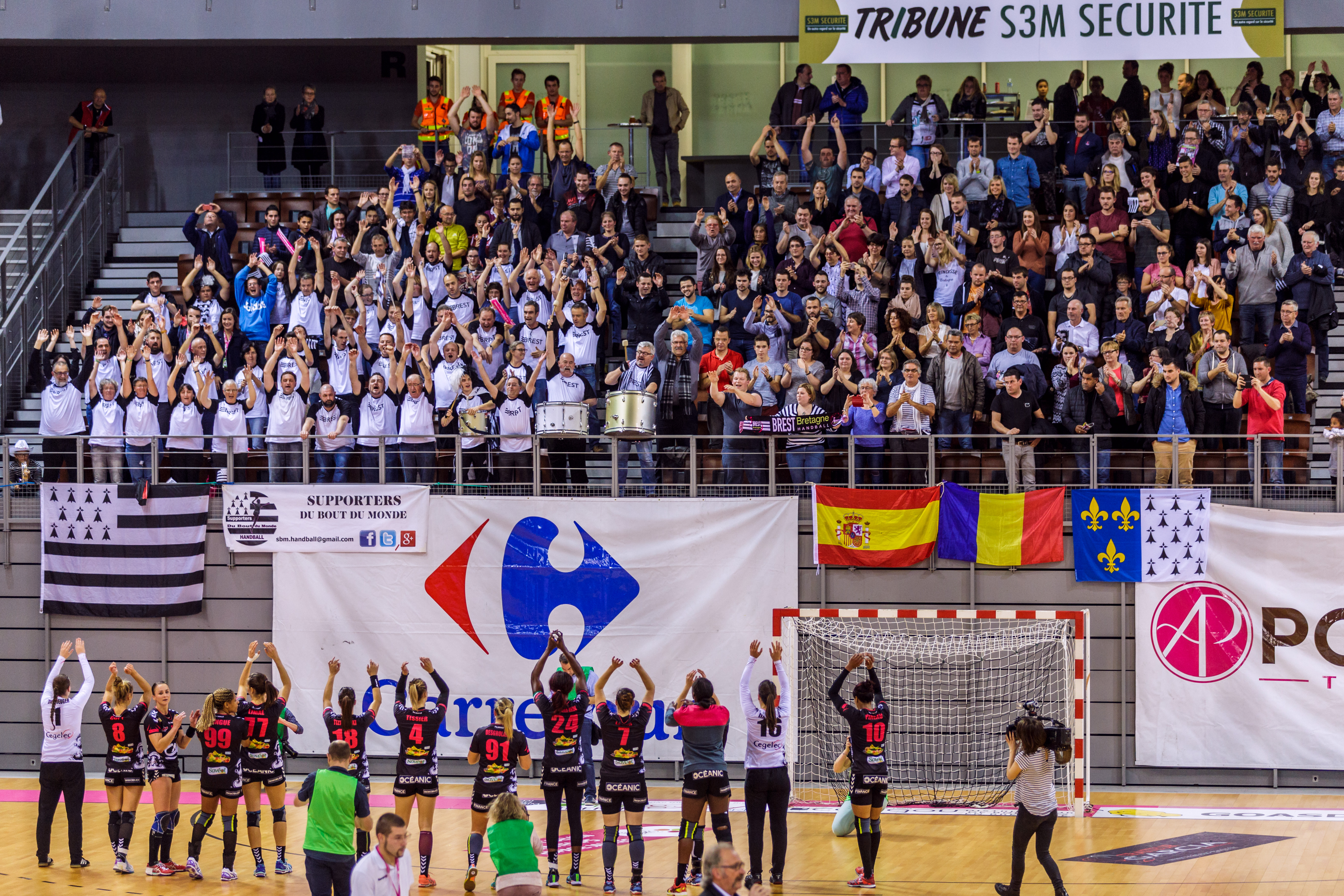
Laget tackar publiken efter en hemmamatch, 2016.

Brest Bretagne Handball, även kallat BBH, är en fransk handbollsklubb från Brest i Bretagne. 
Klubben bildades 2004 som HBF Arvor 29, efter en sammanslagning av klubbarna HBC Brest Penn-ar-Bed och Lesneven-Le Folgoët HB. Efter att han blivit franska mästare för första gången 2012, degraderades klubben till tredjedivisionen och bytte namn till HBC Brest Penn ar Bed. 2014 fick klubben det nuvarande namnet Brest Bretagne Handball. Hemmamatcherna spelas i multiarenan Brest Arena, som har plats för 4 077 åskådare.

## Meriter
- Franska mästare: 2012, 2021
- Franska cupmästare: 2016, 2018, 2021
- Champions League:  2021

## Spelartrupp 2023/2024
| Nr | Land          | Pos | Namn              |
| -- | ------------- | --- | ----------------- |
| 12 | Kroatien      | MV  | Petra Marinovic   |
| 16 | Frankrike     | MV  | Cléopâtre Darleux |
| 24 | Tyskland      | MV  | Katharina Filter  |
| 97 | Frankrike     | MV  | Julie Foggea      |
| 2  | Frankrike     | V6  | Constance Mauny   |
| 3  | Frankrike     | H6  | Alicia Toublanc   |
| 5  | Frankrike     | M6  | Carla Broquaire   |
| 9  | Montenegro    | V9  | Đurđina Jauković  |
| 10 | Frankrike     | V6  | Coralie Lassource |
| 11 | Frankrike     | M9  | Lou Fauvarque     |
| 15 | Frankrike     | M9  | Juliette Faure    |
| 19 | Frankrike     | V9  | Elisa Techer      |
| 20 | Nederländerna | M6  | Merel Freriks     |

| Nr | Land           | Pos | Namn                       |
| -- | -------------- | --- | -------------------------- |
| 21 | Frankrike      | H9  | Aïssatou Kouyaté           |
| 22 | Frankrike      | M6  | Pauletta Foppa             |
| 25 | Frankrike      | V6  | Corentine Senant           |
| 27 | Tjeckien       | V9  | Charlotte Cholevová        |
| 29 | Frankrike      | M6  | Justine Raulo              |
| 30 | Frankrike      | H6  | Siobann Delaye             |
| 42 | Sverige        | M9  | Jenny Carlson              |
| 55 | Frankrike      | H6  | Pauline Coatanea           |
| 61 | Ryssland       | H9  | Valeriia Maslova           |
| 63 | Frankrike      | H9  | Eva Jarrige                |
| 75 | Frankrike      | V9  | Audrey Dembele             |
| 86 | Frankrike      | V9  | Alexandrina Cabral Barbosa |
| 91 | Nordmakedonien | H9  | Iva Mladenovska            |

## Kända spelare
- Jenny Carlson (2022–)
- Lindsay Burlet
- Ana Gros (2018–2021)

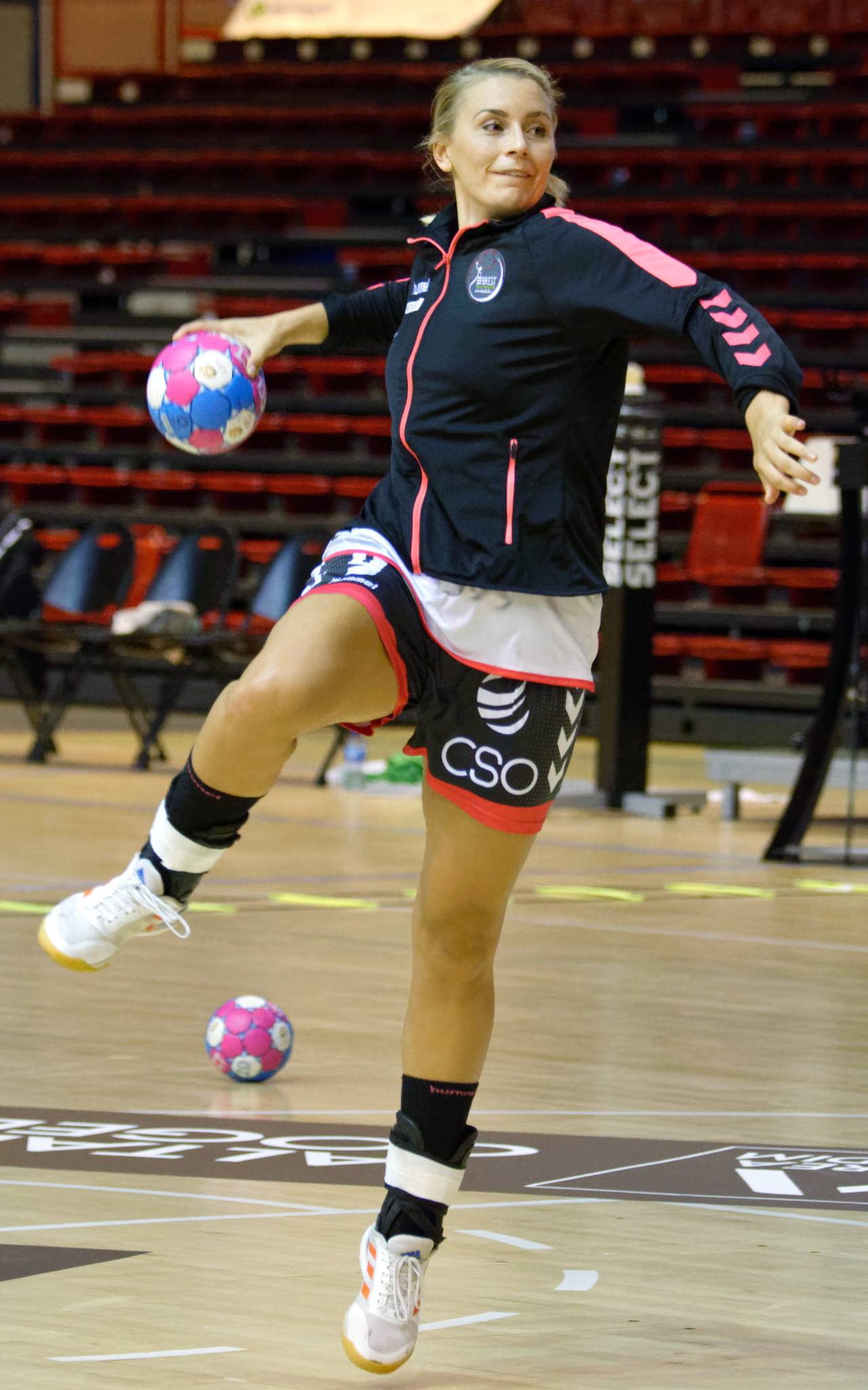
Den svenska stjärnspelaren Isabelle Gulldén i Brest Bretagne HB, 2018.

- Isabelle Gulldén (2018–2021)
- Sophie Herbrecht
- Filippa Idéhn (2017–2019)
- Alexandra Lacrabère (2010–2012)
- Marta Mangué (2015–2020)
- Astride N'Gouan
- Mayssa Pessoa (2009–2011)
- Allison Pineau (2017–2019)
- Marie Prouvensier
- Loui Sand (2017–2018)